# Tom Schlotfeldt

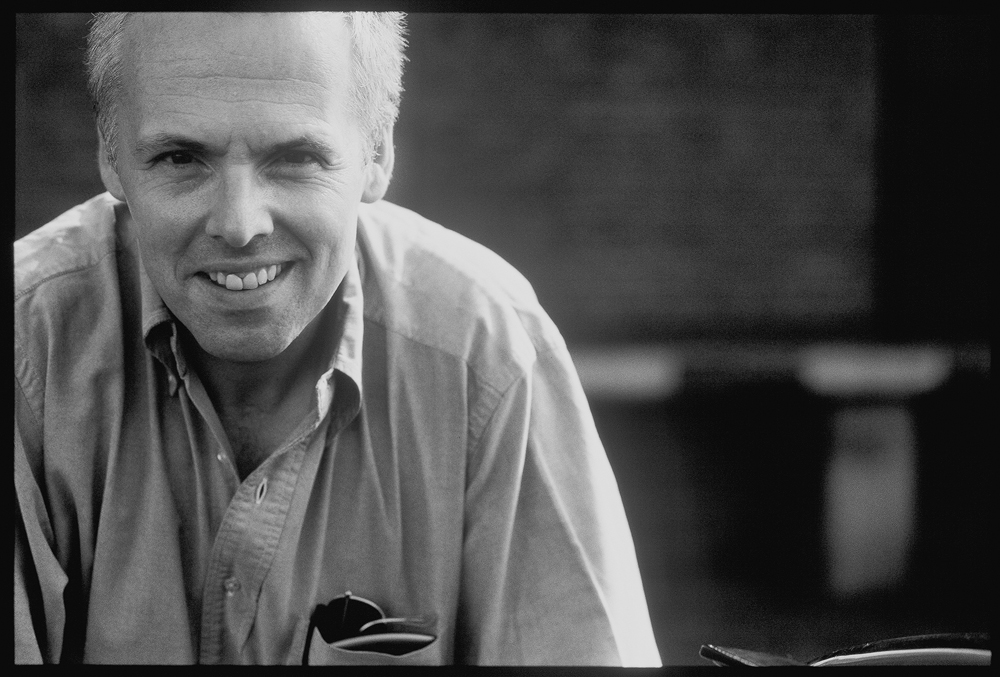
Tom Schlotfeldt

Tom Schlotfeldt (* 1957 in Hamburg) ist ein deutscher Lichtdesigner und Inhaber eines Büros für Lichtplanung und Produktentwicklung in Hamburg und Berlin.

## Leben
Tom Schlotfeldt studierte Design an der Hochschule der Künste in Berlin. 1984 Abschluss als Diplomdesigner. Er gründete 1986 seine eigene Firma, die bis heute weltweite Projekte im Bereich Lichtdesign betreut. Schlotfeldt ist Mitglied im Lichtbeirat in Hamburg und wirkt mit an der Planung für ein fortschrittliches Lichtdesign in Hamburg.

## Auszeichnungen

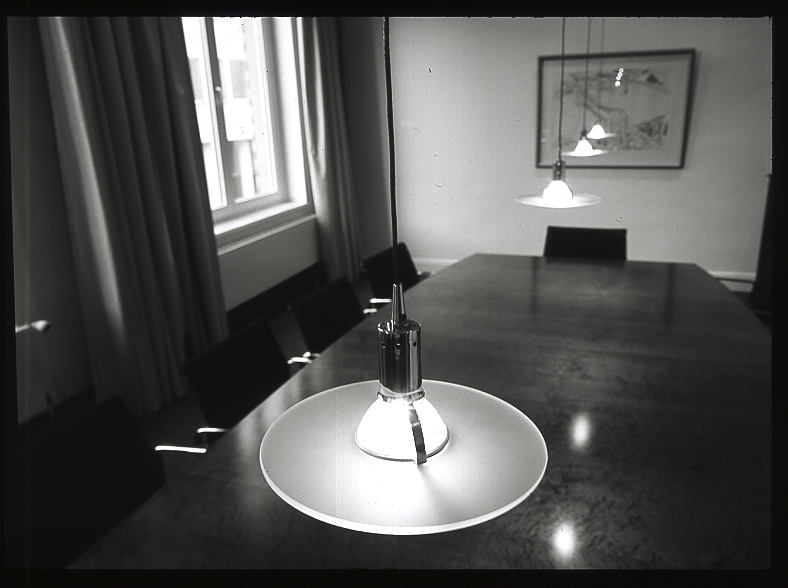
Pia, 1985

- 1987 IF Product Design Award für die Pendelleuchte Pia
- 1992 Deutscher Design Club für TS6 Wandleuchte
- 2000 Red Dot Design Award für Schaltersystem TS
- 2001 Lichtarchitekturpreis für den Main-Tower in Frankfurt a. M., Deutschland
- 2002 Deutscher Designer Club für E-Ray Leuchtenfamilie
- 2005 Lichtarchitekturpreis für Einbauleuchte Neum
- 2007 IF Product Design Award für Ice-Cube Stehleuchte

## Projekte (Auszug)
- Licht-Masterplan für Lingang, China
- National Conference Center in Hanoi, Vietnam
- Wally Mega Yacht Saudade, Italien
- Hackesche Höfe, Berlin
- Hafencity Überseequartier Licht-Masterplan, Hamburg
- U-Bahn Station Überseequartier, Hamburg